# Нинбург
Вижте пояснителната страница за други значения на Нинбург.
Нинбург на Везер (на немски: Nienburg/Weser, Nienborg, Neenborg, Negenborg) е окръжен град в Долна Саксония в Германия с 30 677 жители (31 декември 2013).
Намира се на река Везер между Хановер (51 km) и Бремен (64 km).
Нинбург е споменат за пръв път през 1025 г. През 1225 г. получава права на град и от 1345 до 1582 г. е резиденция на графовете на Хоя до смъртта на бездетния граф Ото VIII фон Хоя.